# Muqtada al-Sadr
Muqtada al-Sadr (in arabo السيد مقتدى الصدر‎?; Najaf, 12 agosto 1973) è un politico iracheno sciita.
È il leader del Movimento Sadrista, partito al quale appartengono 32 parlamentari dell'attuale legislatura (composta da un totale di 275 deputati) e dell'Esercito del Mahdi, milizia da lui fondata nel giugno del 2003 per combattere le forze di occupazione in Iraq.
Il 16 aprile 2007, in polemica col governo, il suo movimento ha abbandonato la coalizione e i 6 ministri sadristi si sono dimessi.

## Biografia
Muqtada al-Sadr è di origine libanese. È in relazione con Isma'il al-Sadr. Mohammed Sadeq al-Sadr, il padre di Muqtada al-Sadr, è stato una rispettabile figura tra gli sciiti in tutto il mondo islamico. Il padre è stato assassinato a Najaf (roccaforte della famiglia al-Sadr) nel febbraio 1999, insieme a due dei suoi figli, presumibilmente per volere del governo di Saddam Hussein.
Il suocero di Muqtada Muhammad Baqir al-Sadr è stato giustiziato dalle autorità irachene nel 1980. Muqtada è un cugino dell'Imam Musa al-Sadr, il fondatore del movimento spirituale libanese "Lega dei Diseredati", che poi dette origine al partito politico sciita libanese al-Amal (La speranza).
Malgrado abbia frequentato la Ḥawza di Najaf (il più importante centro di studi sciiti), Muqtada al-Sadr non ha mai raggiunto un livello di istruzione nelle cosiddette "scienze religiose" (ʿulūm dīniyya) tale da poter essere insignito del grado di mujtahid, né ha alcuna legittimazione per emettere fatwā (pareri giuridici astratti per dichiarare una certa fattispecie giuridica legittima oppure no).

## L'Esercito del Mahdi
Moqtada al-Sadr ha annunciato il 14 giugno 2008 la sua rinuncia a partecipare alle elezioni provinciali del mese di ottobre, accettando di smilitarizzare la sua organizzazione paramilitare, il cosiddetto Esercito del Mahdi, che dovrà essere sostituito da una struttura, articolata in cellule, destinata a combattere l'occupazione americana e ad occuparsi di opere sociali.